# Linux Magazine
Linux Magazine, es una revista editada en Europa. Está dirigida a profesionales que desarrollan su actividad con el sistema operativo Linux. Linux Magazine es publicada por Linux New Media A.G. y surgió tras el gran éxito de Linux-Magazin. Se publica en inglés y cada edición incluye un DVD, que generalmente integra una distribución de Linux. 
En los últimos años se han desarrollado las ediciones en polaco, rumano, portugués, también existió una edición en castellano denominada Linux Magazine - Edición en Castellano (ISSN 1576-4079) publicada por Linux New Media Spain S.L. desde 2004 hasta el 2014.